# 云林鹅
云林鹅，是无锡、苏州一带的传统名菜，为元代无锡籍著名画家倪云林所收录并传世。此菜选用嫩鹅调配蜂蜜制成，故色泽鲜艳、鹅肉兼有鸡的鲜醇和鸭的酥香。

## 历史
云林鹅的起源，相传源自公元1336年，苏州菩提正宗寺（即今苏州狮子林之前身）天如禅师为设计寺院构图，而慕名前往无锡邀倪云林来寺。倪欣然前往并很快绘制成图，禅师为答谢，特备下酒席，更请名厨烹制了苏州名菜“清蒸鳜鱼”。然而倪云林本性好挑剔，对此菜并不为意，只尝了一口便再也不肯动箸。饭店老板见此，便下重金请人烧制能让倪云林称赞的好菜，遂有一厨以蜂蜜做调料，烹制出一款别有风味的蒸鹅。倪为此菜所倾倒，不仅亲自下厨试做，还将过程记入其烹饪专著《云林堂饮食制度集》中。
清代诗人、美食家袁枚亦极为推崇此菜，将其收录于《随园食单》中，称到：“不但鹅烂如泥，汤亦鲜美，……《云林集》中，载食品甚多，只此一法，试之颇效。”乃将此菜冠以“云林鹅”之雅称，自此，云林鹅名声远播，为世人所熟知，且苏、锡两地都以此菜为地方名菜，还有“不尝云林鹅，枉游苏锡城”之说。
食材难寻、制法麻烦，無錫一帶已鮮有飯店能做此菜。